# William Mangion
William Mangion (Naxxar, 24 agosto 1958) è un cantante maltese.
Ha rappresentato Malta all'Eurovision Song Contest 1993 con il brano This Time.

## Biografia
William Mangion ha iniziato a cantare professionalmente sulle navi da crociera, per poi stabilirsi nel Regno Unito, dove si è esibito in locali e discoteche sia da solista e che con i gruppi Split e The Ashes. Nel 1982 è entrato a far parte della band The Exit, che ha goduto di popolarità a Malta, ed è poi diventato frontman dei Getting Closer.
Nel 1993 ha preso parte a Malta Song for Europe, il processo di selezione del rappresentante eurovisivo maltese, proponendo il brano This Time e venendo scelto come vincitore dalla giuria. Alla finale dell'Eurovision Song Contest 1993, che si è tenuta il 15 maggio a Cork, si è piazzato all'8º posto su 25 partecipanti con 69 punti totalizzati.

## Discografia

### Raccolte
- 1998 - Compilation

### Singoli
- 1993 - This Time
- 2004 - Will You Ever
- 2005 - Cloud